# Прохоров Костянтин Олександрович
Костянтин Олександрович Про́хоров (20 грудня 1924, Караваєво — 26 березня 2022, Орудьєво) — український та російський живописець; член Спілки радянських художників України. Чоловік художниці Ніни Прохорової.

## Біографія
Народився 20 грудня 1924 року в селі Караваєвому (тепер присілок у Петушинському районі Владимирської області Російської Федерації). Професійне навчання почав у Палеському художньому училищі. Протягом 1940—1942 років навчався у Івановському художньому училищі. Брав участь у німецько-радянській війні. У 1945—1946 роках продавжив навчання у Івановському хкдожньому училищі (викладачі Аркадій Кузнецов, Михайло Пирін). Протягом 1946—1948 років навчався в Сімферопольському художньому училищі імені Миколи Самокиша (викладачі Михайло Щеглов, Михайло Крошицький).
З 1948 року працював в Кримській організації Спілки художників СРСР, потім України; обирався головою, заступником голови, членом правління, членом центральної ревізійної комісії Спілки художників. Упродовж кількох років працював викладачем Сімферопольського художнього училища, співробітником Обласної картинної галереї. Заочно закінчив Ленінградський інститут живопису, скульптури та архітектури імені І. Ю. Рєпіна.
Протягом 1951—1959 років обирався депутатом міської ради Сімферополя. Член КПРС з 1959 року. Жив у Сімферополі в будинку на вулиці Беспалова № 35, квартира 3.
З 1975 року — в РРФСР. Жив і працював в місті Дмитрові Московської області Росії. Неодноразово обирався членом правління Московського обласного відділення Спілки художників, секретарем творчої групи дмитровських художників, депутатом Дмитровського міськради. З 1989 року — голова військової комісії Московського обласного відділення Спілки художників. Помер в селі Орудьєвому 26 березня 2022 року.

## Творчість
Працював в галузі станкового та монументального живопису в жанрах тематичної картини, пейзажу, портрета, натюрморту, марини. Серед робіт:
- «Портрет Н. П. Прохорової» (1949);
- «Герої на відпочинку» (1949);
- «Артеківська бухта» (1952);
- «Літо в Артеку» (1955; Алупкинський палац-музей);
- «Розмова за чаюванням» (1956);
- «Кримська весна» (1957; Донецький художній музей);
- «Золота пора» (1959);
- «На будівництві першої тролейбусної траси в Криму» (1960);
- «На містку» (1961);
- серія кримських пейзажів (1959—1962);
- «Осіння пісня» (1962);
- «На будівництві Красноярської ГЕС» (1963);
- «Вечір. У вільну хвилину» (1964);
- «Кримські гори» (1964);
- «Увечері на рейді» (1965);
- «На тайговій річці Сухоні» (1966);
- «Зима під Чатир-Дагом» (1968, 1974);
- «Чеховська бухта в Гурзуфі» (1969);
- «Чорноморський берег» (1970);
- «На лісовій галявині» (1972);
- «Марина» (1973);
- «Бухта в Севастополі» (1975);
- «Бригадир» (1976);
- «На рибалці» (1977);
- «Вечір в Загорську» (1978);
- «Літня ніч» (1979);
- «Весна наступає» (1980);
- «Васнецовська церква в Абрамцеві» (1981);
- «Біля старовинного будинку» (1985);
- «Російська старина» (1990);
- «Вечірня тиша» (1998);
- «Русь свята, бережи Віру православну. Пасха Христова» (2000).

Роботи художника придбані Міністерствами культури України та Росії, знаходяться в художніх музеях в Севастополі, Москві, Донецьку, Керчі, Києві, Луганську, Дмитрові, Серпухові, а також в приватних колекціях в Росії, США, Японії, Польщі, Німеччини, Чехії, Словенії.
Картини «Квітучий мигдаль» і «Артеківська бухта» були передані в дар прем'єр-міністру Індії Джавахарлалу Неру і Індірі Ганді.

### Виставки
Брав участь у обласних виставках з 1949 року, республіканських з 1951 року, всесоюзних з 1954 року, зарубіжних з 1955 року, зокрема:
- обласні виставки кримських художників (1949—1952);
- республіканські виставки РРФСР (1952, 1953);
- всесоюзні виставки художників-мариністів (1954, 1955, 1956);
- республіканська виставка художників-мариністів (Київ, 1955);
- виставка українського мистецтва в Москві, присвячена 30-річчю возз'єднання України з Росією (1954; Третьяковська галерея);
- республіканська виставка, присвячена 40-річчю Великого Жовтня (Київ, 1957);
- всесоюзна художня виставка (1957);
- республіканська виставка «На варті миру» (Київ, 1965);
- республіканська виставка, присвячена 50-річчю Жовтня (1967);
- республіканська виставка, присвячена 100-річчю від дня народження Володимира Леніна (1970);
- республіканська виставка, присвячена XXIV з'їзду КПРС (1971);
- республіканська виставка «60 років Жовтня» (1977;
- республіканська виставка, присвячена 40-річчю битви під Москвою (1981);
- всесоюзна виставка «Блакитні дороги Батьківщини» (1979);
- республіканська виставка «Ми будуємо БАМ» (1978);
- республіканська виставка, присвячена я 600-річчя Куликовської битви "(1980);
- всесоюзна виставка «40 років Перемоги у ВВВ» (1985);
- всесоюзна виставка «На варті завоювань соціалізму» (1988);
- зональна виставка «Підмосков'яї» (1980, 1984, 1990);
- республіканська виставка, присвячена 45-річчю Перемоги у ВВВ (1990);
- обласна ювілейна виставка «50 років МОВСХ» (1996);
- VIII виставка творів художників центральних областей Росії (1997);
- республіканська виставка «Росія-ІХ» (1999);
- всеукраїнська художня виставка «Імені Твоєму», до 2000-річчя Різдва Христового (2000).

Персональні виставки в Києві, Сімферополі, Севастополі, Москві, Дмитрові, в селі Караваєвому.

## Відзнаки
Нагороджений:
- орденами Вітчизняної війни ІІ ступеня (6 квітня 1985)[3], «Знак Пошани» (1986)[2];
- медалями «За перемогу над Німеччиною», «За доблесну працю» (1970)[2];

почесні звання
- Заслужений діяч мистецтв УРСР з 1960 року;
- Заслужений художник Російської Федерації з 1997 року[2];
- Народний художник Російської Федерації[1] з 2011 року.